# Keglevich de Buzin

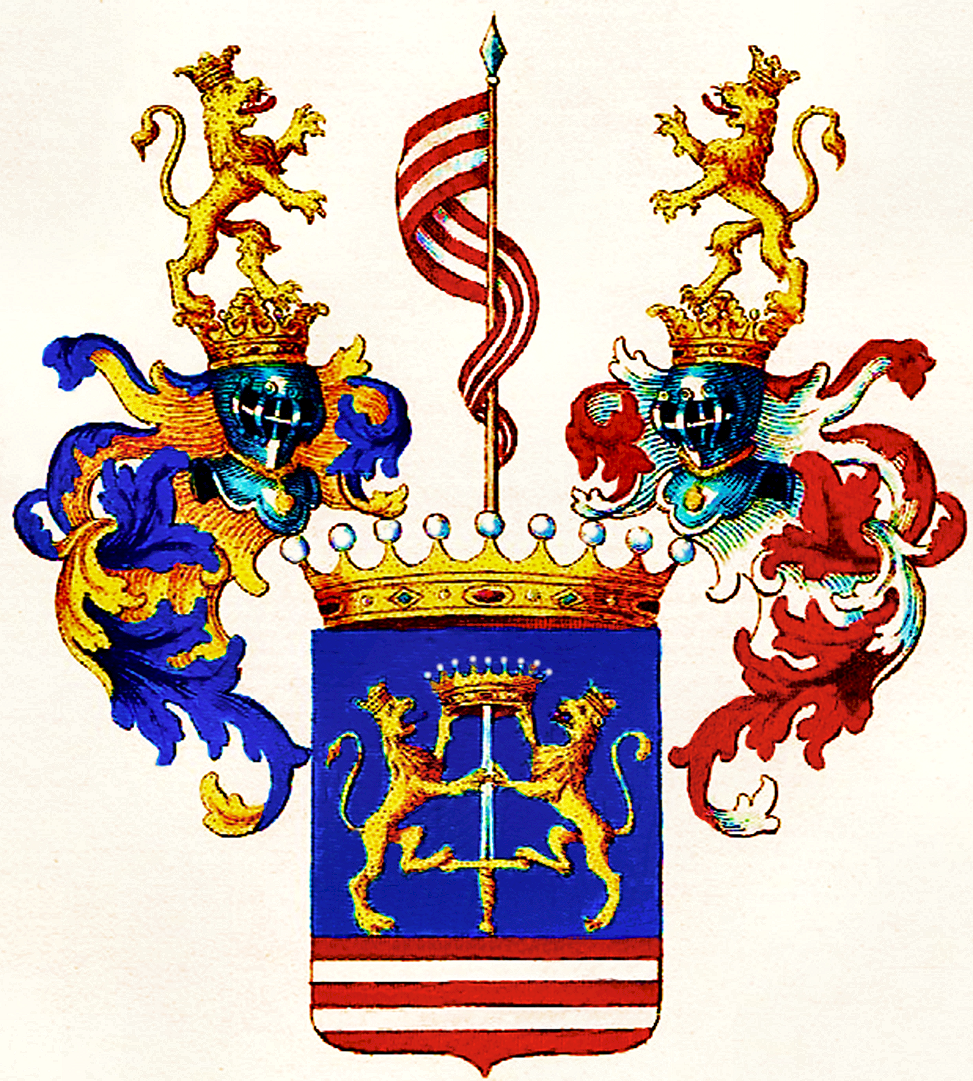
Wappen der Grafen von Keglevich de Buzin 1687 und 1708

Die Grafen von Keglevich de Buzin (auch: Keglević, Keglevics) sind ein uradliges, kroatisch-ungarisches, sodann österreichisches Adelsgeschlecht.

## Geschichte
Dieses sehr alte und berühmte, zuerst aus dem Zrmanjatal in Kroatien stammende Geschlecht, welches schon in sehr früher Zeit in Griechenland, Albanien und Bosnien geblüht haben soll, führt seinen Beinamen nach dem Stammschloss Buzin in Bosnien, einer früher für unüberwindlich gehaltenen, später osmanischen Bergfestung (s. u.). Der Sage nach war das Geschlecht mit dem Fürsten von Montferrat, dem unter dem Namen Skanderbeg so bekannten Alexander Castriotto, König von Albanien und Großherzog von Epirus, den türkischen Kaisern und den uralten Toparchen in Albanien, Boccali, verwandt.
Urkundlich erscheint die Familie schon vor dem Jahre 1300, und zwar in der Person des Budislaw de genere Percal (Perklye, Porichane), mit dem die Stammreihe beginnt. Er kommt 1260 mit seinen Söhnen Peter und Jacobus urkundlich vor. Die Söhne Peters I. Percal, Kegel (Cegla) und Martinus, lebten um 1338. Der ältere Sohn, Kegel, ist Namensgeber und Stammvater der Familie, die sich zunächst noch Keglewyth de genere Percal, Porichane, Porichanski nannte. König Ladislaus II. von Ungarn vergab Burg und Herrschaft Buzin am 19. Mai 1494 an Johannes Keglewyth de Porichane.

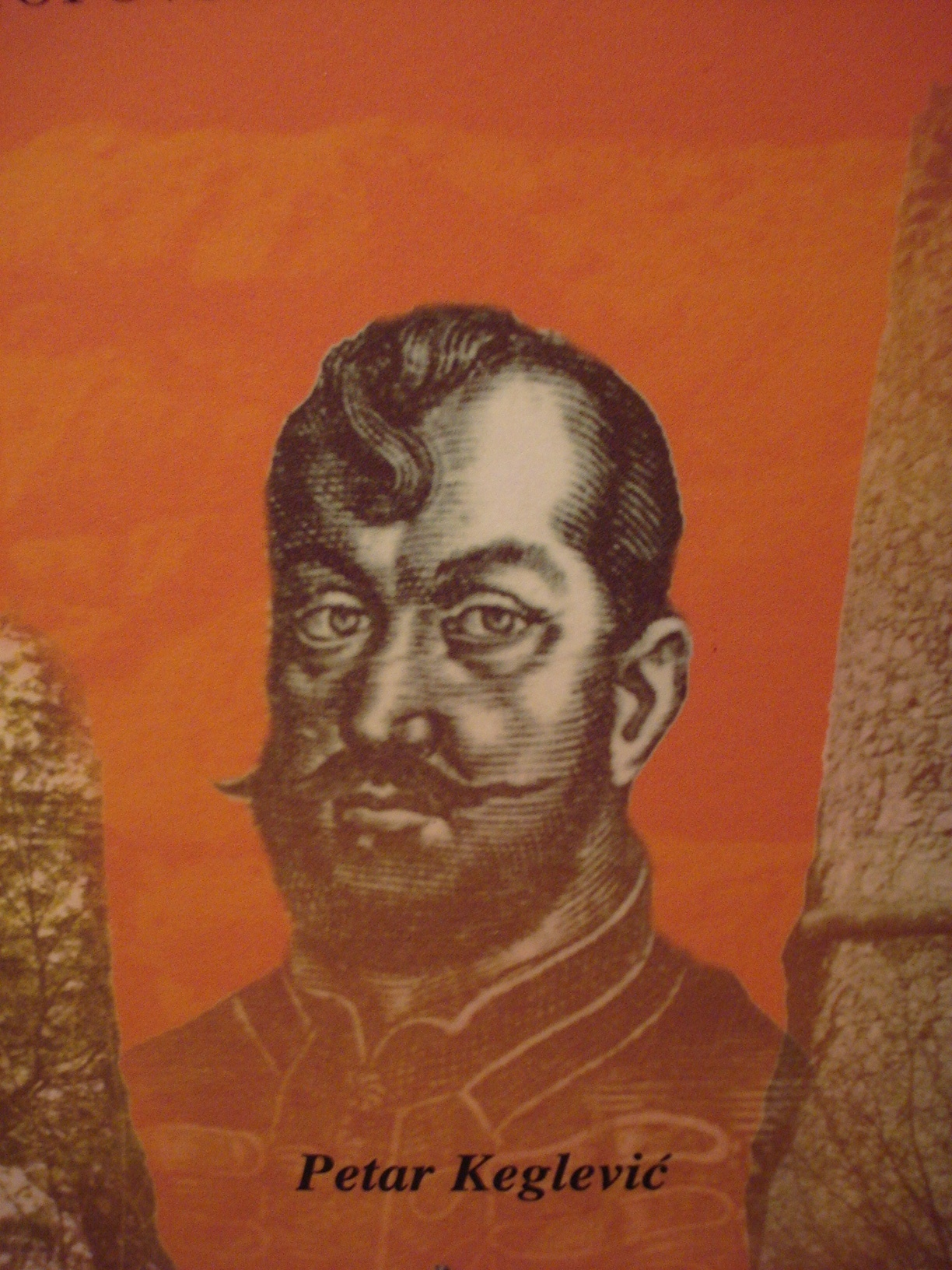
Peter II. Keglevich

Peter II. Keglevich (1478–1554) zeichnete sich durch große Tapferkeit bei der Belagerung von Jaicza anno 1525 aus. Nach Angabe der Chronisten hatte man vor allem ihm Jaiczas und dadurch Kroatiens Befreiung von osmanischer Herrschaft zu danken, und derselbe wurde auch Ban von Kroatien (1530). Sein Sohn Matthias Keglevich, welcher das Geschlecht fortpflanzte, schlug 1573 einen mächtigen Bauernaufstand in Kroatien nieder und fing den Anführer der Bauern, Matthias Gubecz. Er musste sich bis November 1566 jedoch auch vor Gericht verantworten, da die Feste Buzin durch seine Nachlässigkeit in die Hände der Osmanen gefallen war. Er hatte, obwohl vom König genügend Geld für eine ausreichende Besatzung bereitgestellt worden war, lediglich drei Mann abkommandiert.

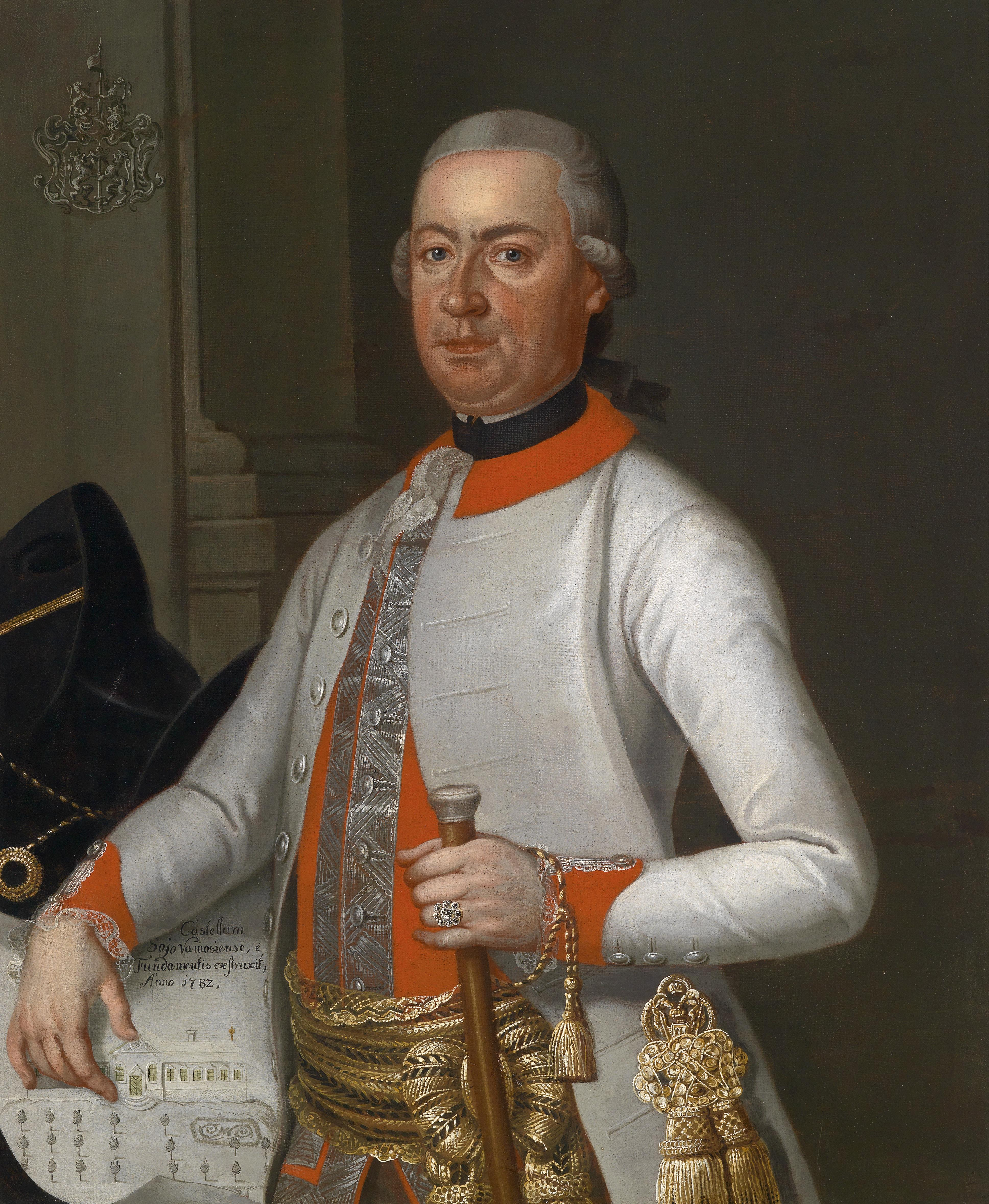
Karl Graf Keglevich de Buzin

Die Brüder Georg, Peter, Johannes und Franciscus Keglevich de Buzin erhielten 1602 die siebenbürgische Baronswürde.
Durch Matthias’ Söhne teilte sich die Familie in zwei Linien: Johann begründete die kroatische, Georg die ungarische Linie. Die Familienfolge wird nun häufig unüberschaubar.
Nikolaus I. erwarb 1646 das ungarische Baronat. Die jüngere, ungarische Linie erhielt mit seinem Sohn, dem kaiserlich-königlichen Kämmerer Nikolaus II. (1636–1701), und die ältere, ungarische Linie mit dessen Neffen Peter, ebenfalls kaiserlich-königlicher Kämmerer, am 4. August 1687 zu Wien von Kaiser Leopold I. den ungarischen Grafenstand. Sein Enkel Adam (1666; † 29. März 1713) war kaiserlicher Generalfeldwachtmeister (22. Mai 1708).
Peter VI. († 1754), von der kroatischen Linie, Generalfeldwachtmeister (20. Mai 1708), wurde 1704 Stellvertreter der Banalwürde und 1708 erblicher Obergespan von Požega wurde erst 1708 von Kaiser Joseph I. in den Grafenstand erhoben. Während dieser Zeit und danach zählte die Familie zu den bekannten und geehrten Familien Ungarns und Kroatiens und stellte mehrere Würdenträger.
Im Jahre 1742 erwarb Adam Keglevich die Herrschaft und Schloss Topoľčianky, welches bis 1890 im Besitz der Familie geblieben ist.
Johann Nepomuk (s. u.), erwarb 1811 das Palais Schönburg in Wien.
Die Gräfin Marie Jenke Eugenie Keglevich von Buzin (1921–1983) war mit Albrecht Herzog von Bayern verheiratet.

## Persönlichkeiten
- Adalbert (Béla) Graf von Keglevich de Buzin (* 10. März 1833; †), Sohn des Grafen Gabriel, war ungarischer Staatsmann, Mitglied des ungarischen Reichstags, vermählt am 15. August 1860 mit der Gräfin Helene Batthyány.

- Anna Luisa Gräfin Keglevich de Buzin, genannt Babette (* 1778; † 18. April 1813), Tochter des Karl (siehe unten), war eine Schülerin  Beethovens,[7] der ihr die Klaviersonate Nr. 4 Es-Dur op. 7[8] und das 1. Klavierkonzert in C-Dur, op. 15 widmete.[9] Sie heiratete später Innozenz Fürst von Odescalchi d’Erba (* 22. Juli 1778 in Rom; † 24. September 1833 in Obermeidling).

- Gabriel Graf von Keglevich de Buzin (* 31. Januar 1710 in Torna; † 2. April 1769 in Pétervására) war ein kaiserlicher Generalfeldwachtmeister (28. April 1754), vermählt mit Maria Josepha von Königsacker (* 12. Mai 1724 in Wien; † 2. Dezember 1789 in Pest).[10]
- Gabriel (Gábor) Graf von Keglevich de Buzin (* 9. September 1784 in Pest; † 16. Juni 1854 in Egreskata bei Pest), Sohn des Grafen Adam, war ein k. k. Kämmerer, Geheimer Rat, Obergespan des Neograder Comitats, königlich ungarischer Hofkammerpräsident, Landesschatzmeister und Kronhüter. Er heiratete am 10. Januar 1817 Gräfin Mathilde Sándor von Szlavnicza (* 21. März 1798 in Wien; † 11. November 1843 in Ofen).
- Georg Graf Keglevich de Buzin (* 1751; † 20. März 1810 in Wien), Sohn des Generals Gabriel, war ein k. k. Generalmajor (1. März 1807).
- Julius (Gyula) Graf von Keglevich de Buzin (* 20. Dezember 1824), Sohn des Grafen Gabriel, war ein ungarischer Staatsmann, Mitglied des ungarischen Reichstags, vermählt am 8. November 1845 mit der Georgine Freiin von Orczy.
- Stephan (István) Graf Keglevich von Buzin (* 1740 in Pressburg; † 1. Dezember 1793 gefallen bei Bettenhofen), Sohn des Grafen Joseph, war ein k. k. Generalmajor (17. Dezember 1789).

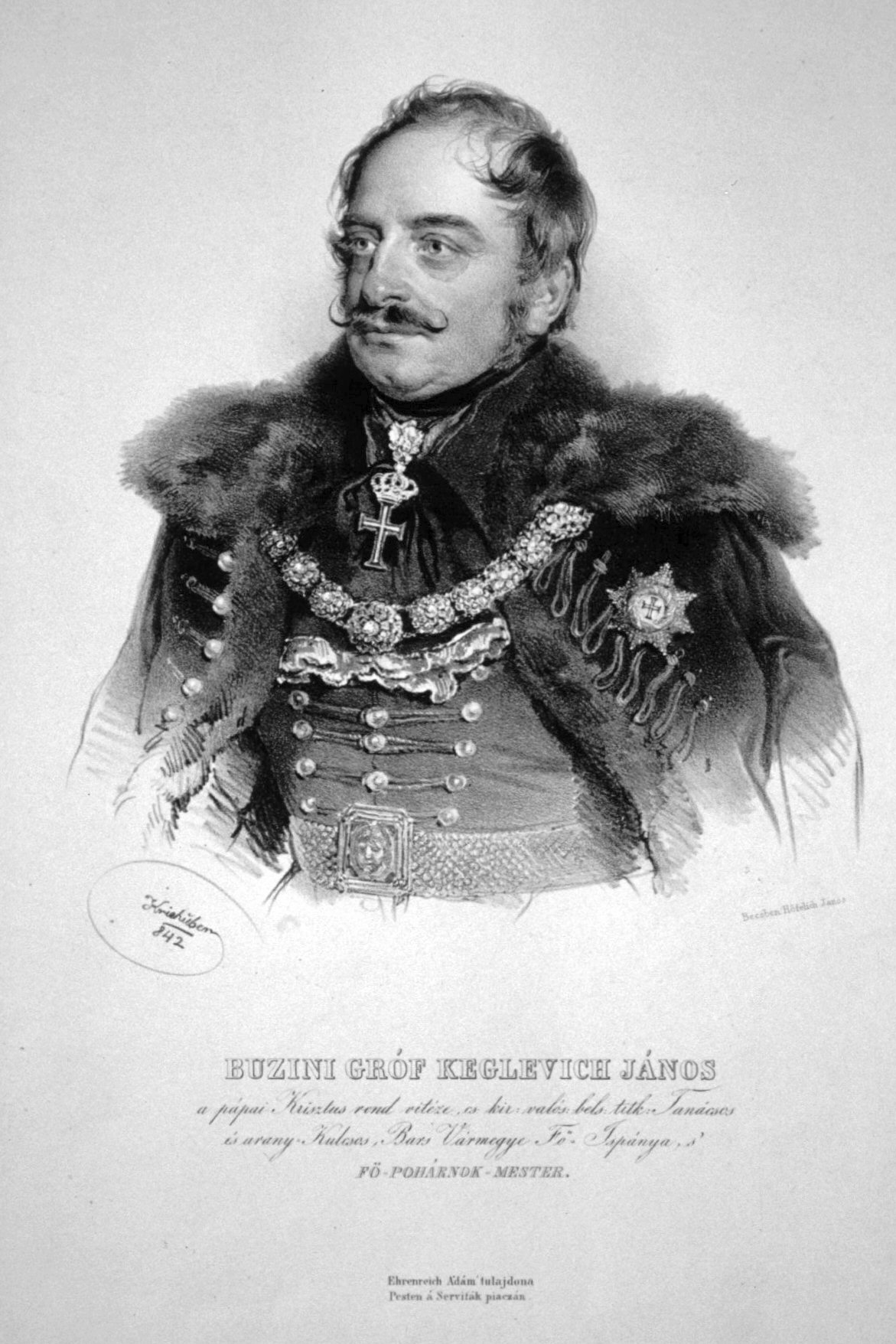
Johann (Janos) Keglevich de Buzin

- Johann (Janos) Nepomuk Graf von Keglevich de Buzin (* 13. Mai 1786 in Pest; † 15. Oktober 1856 in Kis-Tapolcsány bei Neutra), Sohn des Grafen Karl, Herr der Herrschaften Sajó-Vámos, Enes, Visoly, Sztropko, Kis-Tapolcsány und Nagy-Ugrócz, war k. k. Kämmerer, Geheimer Rat, Obersthofmeister des Königreichs Ungarn, Konservator für das obere Pressburger Verwaltungsgebiet Ungarns und Humanist. Auch seine Gemäldesammlung, 1813 gegründet, obwohl nicht sehr zahlreich, enthielt manches kostbare Gemälde von berühmten Meistern.[11] Er verehelichte sich zuerst am 12. November 1805 mit der Gräfin Adelheid Zichy von Vasonykeö († 17. Januar 1839), sodann am 3. Februar 1840 mit der Gräfin Victoria Eugenia Folliot von Crenneville (1816–1900).
- Karl (Károly) Graf von Keglevich de Buzin (* 1732; † 1804), Sohn des Grafen Joseph, ungarischer Staatsmann, k. k. Wirklicher Geheimer Rat, Direktor des Burg- und Kärntnertortheaters, vermählt mit der Gräfin Katharina Zichy von Vasonykeö. Er war ein Gönner Mozarts. Seine Tochter Babette war eine Schülerin Ludwig van Beethovens (siehe oben).
- Sigismund (Zsigmond) Graf von Keglevich de Buzin (* 7. Mai 1752; † 19. Dezember 1805 in Tyrnau), Sohn des Grafen Joseph, war ungarischer Prälat, Episcopus Tribuensis et Makariensis und Weihbischof von Tyrnau.[12]
- Stephan Bernhard Graf Keglevich de Buzin (* 1743 in Pressburg; † 1. Dezember 1793 in Uttenhofen), wurde bereits mit 46 Jahren Generalmajor (Rang vom 17. Dezember 1789). Er war ein Sohn des Jozsef Buzini, Grafen Keglevich (1700–1763) und der Theresia Freiin Thavonat von Thavon (* 19. Februar 1706). Der Offizier fiel im Gefecht von Uttenhofen im Elsass während des Ersten Koalitionskriegs.

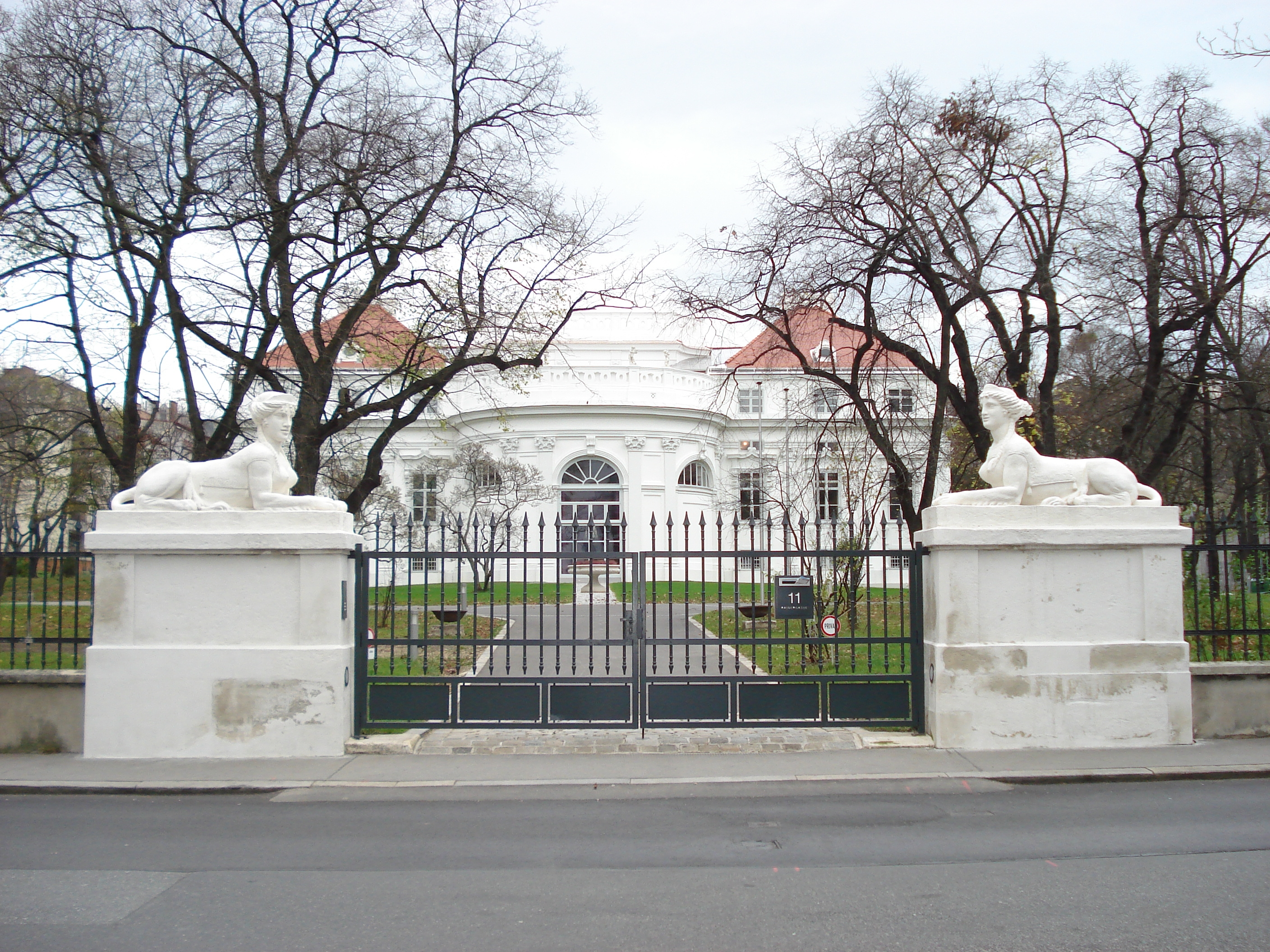
Palais Schönburg

## Wappen

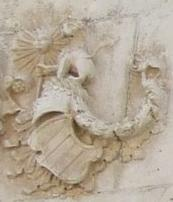
Stammwappen der Keglevich

Das Stammwappen (bis 1494) zeigt in Rot zwei silberne Balken. Auf dem Helm mit rot-silbernen Decken ein sitzender goldener Löwe, der eine goldene Sonne an einem Stab in der Rechten emporhält.
1687 und 1708: Schild mit Schildesfuß. Im blauen Schilde ein aufgerichtetes, blankes Schwert, auf dessen Spitze eine Grafenkrone steht, welche von zwei gegeneinandergekehrten, gekrönten, goldenen Löwen, von dem rechtsstehenden mit der linken, von dem linksstehenden mit der rechten Vorderpranke gehalten wird. Der rote Schildesfuß ist von zwei silbernen Querbalken durchzogen. Auf dem Schilde liegt die Grafenkrone und auf derselben erheben sich zwei gekrönte Helme. Auf jedem derselben steht einwärts gekehrt ein gekrönter, goldener Löwe, und zwischen beiden steigt aus der Grafenkrone des Schildes eine von Rot und Silber fünfmal quergeteilte, erst nach rechts, dann nach links und zuletzt wieder nach rechts wehende Fahne auf, welche von den erwähnten Löwen mit den Vorderpranken gehalten wird. Die Helmdecken sind rechts blau und golden, links rot und silbern. — Mit diesen Angaben stimmen in den Hauptsachen die meisten Lackabdrücke von Petschaften aus der Familie sowie die gewöhnlich vorkommenden Beschreibungen und Abbildungen dieses Wappens überein. Nur zeigen einige Abdrücke, und zwar meist von älteren Petschaften, den Schildesfuß nicht, sondern die Löwen im Schilde sind auf einen grünen Boden gestellt: Eine nach Allem wohl unrichtige Darstellung des Wappens.